# RD Sennō Chōsashitsu
RD Sennō Chōsashitsu (jap. RD 潜脳調査室), auch häufig als Real Drive bezeichnet, ist der Titel einer japanischen Anime-Fernsehserie. Parallel zur noch laufenden Serie wird eine gleichnamige von Momotarō Miyano gezeichnete Adaption als Manga veröffentlicht.

## Handlung
Ende des Jahres 2012 führt der Forscher Eiichirō Kushima (久島 永一朗, Kushima Eiichirō) verschiedene Experimente an einem neuen System zur Vernetzung der Gesellschaft durch. Da viele Prinzipien des Systems mit dem Tauchen verwandt sind, führt er zusammen mit dem Taucher und Freund Masamichi Haru (波留 真理, Haru Masamichi) verschiedene Experimente durch. Bei einem dieser Versuche kommt es jedoch zu einem schwerwiegenden Zwischenfall, bei dem Masamichi, meist Haru genannt, schwer verletzt wird und erst etwa 50 Jahre später im Jahr 2061 wieder erwacht. Mittlerweile ist er ein alter Mann, 81 Jahre alt und kann sich nur noch durch einen Rollstuhl fortbewegen. Er erhält Unterstützung durch Holon (ホロン, Horon) – einem weiblich aussehenden Androiden – und durch die gerade auf der Insel angekommene 15 Jahre alte Schülerin Minamo Aoi (蒼井 ミナモ, Aoi Minamo).
Seitdem er aus dem Koma erwachte hat sich die Menschheit komplett verändert, denn die meisten Menschen stehen durch ein Implantat mit dem Meta-Real Netzwerk (auch kurz als Metal bezeichnet) in Verbindung, welches ihnen ermöglicht Informationen, Gedanken und auch Gefühle und Empfindungen untereinander auszutauschen. Kontrolliert und überwacht wird dieses Netzwerk durch eine Organisation die EISF genannt wird. In die dadurch geschaffenen virtuellen Welten können die Menschen eintauchen um sich über alle möglichen Dinge zu informieren oder diese auszuprobieren. Haru hingegen verweigert sich zunächst diesem Netzwerk, obwohl er schon seit 50 Jahren über das entsprechende Implantat verfügt. Minamo hingegen erhielt kein Implantat, was es ihr zum Teil recht schwer macht in einer Welt der Vernetzung zurechtzufinden. Dennoch versucht sie stets ihr Bestes und schafft es bei einem Zwischenfall, den Strom der Insel wiederherzustellen, ohne den die Patienten und die von dem Netzwerk abhängigen Menschen verstorben wären. Dabei wurde sie von Haru begleitet, der das erste Mal seit 50 Jahren in das Metal eintaucht und damit einen Teil seiner Lebensfreude zurückgewinnt.
Von diesem Standpunkt ausgehend werden viele kleinere Handlungsabschnitte erzählt, welche Minamo und Haru bei ihrem täglichen Leben begleiten. Dabei fungiert Haru nun als Cyber Diver der im Auftrage von EISF verschiedene Delikte und Phänomene innerhalb dieses Netzwerks untersucht, in die Minamo immer wieder auch in der realen Welt verwickelt ist. Dabei werden sie nicht nur von Holon unterstützt, sondern auch durch Minamos älteren Bruder Sōta Aoi (蒼井 ソウタ, Aoi Sōta). Dieser ist ebenfalls ein Mitarbeiter von EISF und sehr auf Kampfsport fixiert. So trainiert er immer wieder mit Holon, der er jedoch in den meisten Kämpfen unterlegen ist, was letztlich auch daran begründet ist, dass er in Holon eine echte Frau sieht, der er nicht den finalen Stoß oder Tritt geben kann.
Nachdem durch die einzelnen Folgen der zu Unterhaltende einen hinreichend tiefen Einblick in die fiktive Welt gegeben wurde, schließt sich ein letzter Akt an. In diesem versuchen einige einflussreiche Personen, die bereits zuvor immer wieder Teile der Handlung dirigierten, durch eine neu entwickelte Technologie, das Klima der Welt zu kontrollieren. Zwar nicht in böser Absicht handelnd geraten sie mit Eiichirō Kushima in Konflikt, der infolge eines Überfalls seines künstlichen Gehirns beraubt wird und verstirbt. Ein Teil seiner Persönlichkeit lebt jedoch im Metal weiter. Zusammen versuchen die Personen im Freundeskreis von Minamo die von Dr. Kushima wegen Bedenken nie in Betrieb genommene Anlage zu sabotieren. Es gelingt ihnen jedoch nicht deren Start zu verhindern und es bahnt sich eine globale Katastrophe an. Haru Masamichi kann jedoch die verbliebenen Reste von Eiichirō aufspüren und findet durch ihn einen Weg den Fluss der Meere, bzw. den inneren Rhythmus der Erde wiederherzustellen.
Nach dem Abspann der letzten Folge wird noch eine kurze Szene gezeigt wo Minamo den in der Nähe des Strandes auftauchenden Haru in wieder junger Gestalt vorfindet.

## Konzeption
Mit RD Sennō Chōsashitsu setzt Masamune Shirow die Ideen aus dem Ghost-in-the-Shell-Universum fort und formte erneut eine Welt in der Menschen über ein globales Netzwerk miteinander verbunden sind, welches aber auch nicht vorhersagbare Gefahren birgt.
Beim Charakterdesign spielen insbesondere die weiblichen Charaktere eine besondere Rolle, da im Jahr 2061 dickere Frauen das Schönheitsideal darstellen. Da dies fast alle weiblichen Charaktere betrifft, die wohl proportioniert sind, kam es zu sehr geteilten Reaktionen unter den Zuschauern und Fans der Serie.

## Entstehung und Veröffentlichungen

### Anime
Die Serie entstand aus einer Zusammenarbeit von Production I.G, dem bekannten Mangaka Masamune Shirow und dem größten privaten, japanischen Fernsehsender Nippon Television Network Corporation (NTV). Masamune arbeitete zusammen mit Production I.G das Konzept der Serie heraus, dass von Production I.G. unter der Leitung von Regisseur Kazuhiro Furuhashi verfilmt wurde. Zu den vorherigen Werken des Regisseurs gehörten unter anderen die Anime-Umsetzungen von Amatsuki, Chevalier: Le Chevalier D'Eon, Rurouni Kenshin und You’re Under Arrest!. Für die Szenenbilder war Junichi Fujisaku verantwortlich, der zuvor Regisseur von Blood+ und Autor vieler Folgen von Ghost in the Shell: S.A.C. Solid State Society war. Das Aussehen der Charaktere wurde von dem Mangaka Tetsuro Ueyama entworfen. Die innerhalb der Serie verwendete Musik wurde von Yoshihisa Hirano und Hideki Taniuchi produziert.
Seit dem 8. April 2008 lief die Serie wöchentlich auf den Sendern NTV, GyaO und Sapporo Television Broadcasting. Etwa einen Monat später, am 9. Mai 2008, begann auch Animax mit der Ausstrahlung der Serie. Die Ausstrahlung der auf 26 Folgen angesetzten Serie endete am 30. September 2008.
Die Serie wurde seit dem 27. August 2008 auch auf DVD veröffentlicht. Bisher erschienen davon 3 Ausgaben, die jeweils zwei Folgen beinhalteten.
Synchronsprecher:
| Rolle            | Japanischer Sprecher (Seiyū) |
| ---------------- | ---------------------------- |
| Masamichi Haru   | Katsuji Mori                 |
| Minamo Aoi       | Kanae Oki                    |
| Sōta Aoi         | Hiroki Takahashi             |
| Holon            | Ayako Kawasumi               |
| Eiichirō Kushima | Keiji Fujiwara               |

### Manga
Seit dem 26. April 2008 wird der Manga innerhalb des von Kōdansha herausgegebenen Magazine Z veröffentlicht. Die erste Tankōbon-Ausgabe RD Sennō Chōsashitsu (1) (RD 潜脳調査室 (1)), des von Momotarō Miyano gezeichneten Mangas, erschien am 22. August 2008 und fasste zuvor im Magazin veröffentlichte Einzelkapitel zusammenfassen.
Mit Chokkan Shōjo Minamo – RD Sennō Chōsashitsu (直感少女☆ミナモ 〜RD 潜脳調査室〜) wurde am 22. August 2008 ein Ableger des Mangas vorgestellt, der vom Publisher Mag Garden angeboten wird. Die Erste Ausgabe davon wurde online kostenlos angeboten.

### Light Novel
Am 4. August 2008 erschien die Light Novel RD Sennō Chōsashitsu: Redeemable Dream (RD 潜脳調査室 Redeemable Dream), die von Yoshinobu Akita geschrieben wurde.

### Musik
Aufbauend auf der Musik der Animeserie wurde am 27. August 2008 das Album RD Sennō Chōsashitsu: Original Soundtrack (RD潜脳調査室 オリジナル・サウンドトラック) veröffentlicht. Auf dem zwei CDs umfassenden Album befanden sich insgesamt 65 verschiedene Musikstücke, deren durchschnittliche Länge etwas mehr als zwei Minuten beträgt. Neben vielen Hintergrund-Musikstücken aus dem Anime sind auch die Titel von 9mm Parabellum Bullet und Last Alliance enthalten.